# Downsizing (motoryzacja)
Downsizing – w motoryzacji zastępowanie większego układu napędowego mniejszym (o mniejszej pojemności czy mniejszej liczbie cylindrów) o tych samych parametrach osiąganych dzięki takim podzespołom jak turbosprężarka czy kompresor, albo zastosowaniu takich technik jak zmienne kąty rozrządu czy bezpośredni wtrysk paliwa o wysokim stopniu sprężania.
Zaletami downsizingu miały być mniejsza masa, ekonomiczna charakterystyka pracy, mniejsza emisja zanieczyszczeń i wysoki moment obrotowy dostępny od umiarkowanych obrotów. W praktyce silniki tego typu okazały się charakteryzować wysoką emisją spalin i niską żywotnością, co doprowadziło do częściowego odwrotu od tej drogi rozwoju zespołów napędowych w połowie lat 2010., do czego przyczyniły się doniesienia o fałszowaniu danych o spalaniu.